# Wallacesværdet
Wallacesværdet (engelsk: Wallace Sword) er et antik tohåndssværd, der skulle have tilhørt William Wallace (1270–1305), den skotske ridder, der ledede modstandsbevægelsen mod England og dets besættelse af Skotland under de skotske uafhængighedskrige. Det siges, at sværdet blev brugt af Wallace under slaget ved Stirling i 1297 og i slaget ved Falkirk (1298).
Bladet måler 132 cm og er med håndtaget 163 cm langt. Bredden på klingen går fra 5,7 cm ved håndtaget til 1,9 cm ved spidsen. Sværdet vejer 2,7 kg.
Flere detaljer tyder dog på, at det ikke er gammelt nok til at William Wallace kan have brugt det. Bladet har ingen blodrille, der stort set altid bruges med klinger af denne form, bortset fra processionssværd fra renæssancen.
Undersøgelser har vist, at sværdet kan består af dele af forskellige sværd, der er sat sammen. Nogle af dem kan komme fra et sværd fra slutningen af 1400-tallet. Ifølge David Caldwell har sværdet bl.a. en ricasso (uskarpt stykke på klingen lige over håndtaget), som er meget atypisk for middelalderlige sværd. Han konkluderer også, at det består af tre forskellige stykker, og at der derfor måske kan være en del fra 1200-tallet. Bladet har oprindeligt sandsynligvis været et Oakeshott type XIIIa (også kendt som Espée de Guerre eller Stort krigssværd), der blev udbredt omkring midten af 1200-tallet. Grebet er længere end de tidligere skotske sværd. Parerstangen var sandsynligvis været nedadgående eller lige.
Sværdet er udstillet i Wallace Monument.